# Iron Lion Zion
Iron Lion Zion – utwór napisany i nagrany w kwietniu roku 1973 lub 1974 przez jamajskiego muzyka Boba Marleya. Po raz pierwszy nagranie zostało wydane pośmiertnie 7 września 1992 roku na kompilacji Songs of Freedom. Singiel dotarł do 5. miejsca na brytyjskiej liście przebojów. Wersja zremiksowana kompozycji została wydana na małej płycie, i w 1995 znalazła się na składance Natural Mystic: The Legend Lives On.

## Tekst
Słowa utworu są bezpośrednio związane z wierzeniami Rastafarian. Zion (Syjon) to „ziemia obiecana”, tutaj w odniesieniu do Etiopii. Lew nawiązuje do Lwa Judy, który znajdował się na starej królewskiej etiopskiej fladze, i przedstawia cesarza tego kraju Haile Selassie I, którego Rastafarianie uznają za swego Mesjasza.

## Lista utworów
Singiel 7"
1. „Iron Lion Zion” – 3:21
2. „Smile Jamaica” (Bob Marley & The Wailers) – 3:13

Maxi singiel
1. „Iron Lion Zion” (7" miks) – 3:21
2. „Smile Jamaica” (Bob Marley & The Wailers) – 3:12
3. „Three Little Birds” (alternative mix) (Bob Marley & The Wailers) – 2:55
4. „Iron Lion Zion” (12" miks) – 7:02

## Listy przebojów

### Tygodniowe zestawienia
| Lista przebojów (1992–1993)                | Pozycja |
| ------------------------------------------ | ------- |
| Austria (Ö3 Austria Top 40)                | 11      |
| Unia Europejska (European Hot 100 Singles) | 10      |
| Francja (SNEP)                             | 3       |
| Niemcy (Media Control Charts)              | 17      |
| Holandia (Dutch Top 40)                    | 4       |
| Nowa Zelandia (Recorded Music NZ)          | 2       |
| Polska (LP3)                               | 33      |
| Szwecja (Sverigetopplistan)                | 2       |
| Szwajcaria (Schweizer Hitparade)           | 9       |
| Wielka Brytania (UK Singles Chart)         | 5       |